# Eternal Atake
Eternal Atake —  второй студийный альбом американского рэпера Lil Uzi Vert. Релиз альбома состоялся 6 марта 2020 года. 13 марта 2020 года вышла делюкс-версия альбома под названием Eternal Atake (Deluxe) - LUV vs. the World 2.

## Предыстория
В июле 2018 года Lil Uzi Vert опубликовал два сообщения в Твиттер: "Eternal Atake" и "Eternal means forever. Atake means 2 overtake". В середине 2019 года в сеть просочились неизданные песни с альбома. 13 мая Uzi сказал, что наконец-то закончил работу над альбомом. 5 июня Uzi сказал, что альбом выйдет через пару недель, но в конечном итоге он выпущен не был. Позже он заявил, что не знает когда выйдет альбом. 3 марта 2020 года Lil Uzi Vert объявил голосование. Он показал три новых обложки. Uzi предложил проголосовать за одну из них. Старая обложка ранее анонсированная Lil Uzi Vert не используется, так как была выбрана новая.
29 февраля 2020 года Lil Uzi Vert обещал выпустить альбом через две недели.
6 марта 2020 года Lil Uzi Vert выпустил альбом.
Позже, Lil Uzi Vert опубликовал запись в Twitter с тем, что делюкс версия готова и скоро выйдет. Была анонсирована песня Jellybean (Kobe) при участии Chief Keef и Myron. А также, что там будут присутствовать гостевые куплеты таких артистов, как Фьючера, Янг Тага, Lil Baby, Chief Keef, A Boogie Wit Da Hoodie и Pi’erre Bourne.
13 марта 2020 года вышла делюкс-версия альбома под названием Eternal Atake (Deluxe) - LUV vs. the World 2. На ней присутствуют гостевые участия от Янг Тага, Фьючера, Lil Durk, Nav, Chief Keef, Gunna, 21 Savage и Young Nudy.

## Синглы
30 ноября 2019 года Lil Uzi Vert написал в Твиттере, что выпустит первый сингл с альбома под названием «Futsal» в стиле танцевальной музыки. Сингл был выпущен 13 декабря 2019 года под названием «Futsal Shuffle 2020».
1 марта 2020 года Lil Uzi Vert выпустил второй сингл «That Way».

## Обложка

Старая обложка

13 июля 2018 года показал обложку альбома, которая представляет собой переделку логотипа религиозной организации «Врата рая». Обложка состояла из слов «Eternal Atake», написанных внутри замочной скважины. В ответ на обложку два оставшихся в живых члена культа предположили, что против Uzi Vert могут быть приняты юридические меры за использование их логотипа. Представитель группы заявил в электронном письме, что «он использует и адаптирует наши авторские права и товарные знаки без нашего разрешения и нарушение будет рассмотрено нашими адвокатами. Это не добросовестное использование или пародия, это прямое и явное нарушение». В итоге была выбрана другая обложка.

## Список композиций
Информация взята из Tidal. Альбом разделён на три части, олицетворяющие самого Lil Uzi Vert.
| №  | Название          | Продюсеры(ы)                | Длительность |
| -- | ----------------- | --------------------------- | ------------ |
| 1. | «Baby Pluto»      | Brandon Finessin            | 3:30         |
| 2. | «Lo Mein»         | Brandon Finessin            | 3:15         |
| 3. | «Silly Watch»     | Supah Mario                 | 3:16         |
| 4. | «Pop»             | Brandon Finessin Oogie Mane | 3:47         |
| 5. | «You Better Move» | Brandon Finessin            | 3:17         |
| 6. | «Homecoming»      | Bugz Ronin                  | 3:34         |

| №   | Название              | Продюсеры(ы)          | Длительность |
| --- | --------------------- | --------------------- | ------------ |
| 7.  | «I'm Sorry»           | Brandon Finessin      | 3:32         |
| 8.  | «Celebration Station» | Brandon Finessin      | 3:15         |
| 9.  | «Bigger Than Life»    | Dez Wright Oogie Mane | 3:13         |
| 10. | «Chrome Heart Tags»   | Chief Keef            | 3:33         |
| 11. | «Bust Me»             | Bugz Ronin            | 3:14         |
| 12. | «Prices»              | Harold Harper         | 3:53         |

| №   | Название                            | Продюсеры(ы)                           | Длительность |
| --- | ----------------------------------- | -------------------------------------- | ------------ |
| 13. | «Urgency» (при участии Syd)         | Bobby Naps Wheezy                      | 3:01         |
| 14. | «Venetia»                           | Brandon Finessin                       | 3:09         |
| 15. | «Secure the Bag»                    | Bugz Ronin                             | 3:58         |
| 16. | «P2»                                | TM88                                   | 3:55         |
| 17. | «Futsal Shuffle 2020» (bonus track) | Brandon Finessin Starboy Mayyzo Loesoe | 3:19         |
| 18. | «That Way» (bonus track)            | Supah Mario Felipe S                   | 3:32         |

#### Комментарии
- «Pop» стилизован под заглавные буквы

## Чарты
| Чарт (2020)                            | Высшая позиция |
| -------------------------------------- | -------------- |
| Австралия (ARIA)                       | 1              |
| Австрия (Ö3 Austria)                   | 3              |
| Бельгия/Фландрия (Ultratop)            | 3              |
| Бельгия/Валлония (Ultratop)            | 33             |
| Канада (Canadian Albums Chart)         | 1              |
| Чехия (ČNS IFPI)                       | 3              |
| Дания (Hitlisten)                      | 4              |
| Нидерланды (Album Top 100)             | 2              |
| Финляндия (Suomen virallinen lista)    | 4              |
| Германия (Offizielle Top 100)          | 26             |
| Ирландия (Irish Albums Chart)          | 2              |
| Италия (FIMI)                          | 8              |
| Новая Зеландия (RMNZ)                  | 2              |
| Норвегия (VG-lista)                    | 2              |
| Швеция (Sverigetopplistan)             | 5              |
| Швейцария (Schweizer Hitparade)        | 7              |
| Великобритания (UK Albums Chart)       | 3              |
| США Billboard 200                      | 1              |
| США (Billboard Top R&B/Hip-Hop Albums) | 1              |
| США Rolling Stone Top 200              | 1              |